# 혜안 (유튜버)
혜안은 대한민국의 게임 유튜버이다. 주로 하는 게임 종목은 배틀그라운드, 어몽 어스, 종합게임이다. 또 가끔 먹방을 하기도 한다. 2021년 7월, 100만 구독자를 달성하여 골드 버튼을 받았다.
강아지를 키우며 이름은 홀리몰리 과카몰리에서 따온 이름인 몰리이다. 반민초파, 솔의 눈 파이다. 본명은 김서하라고 한다.

### 혜안져스
혜안져스를 운영하고 있다. 리즈마는 수능 때문에 휴식했었고, 기유좌는 논란 때문에 탈퇴 , 유님은 개인 사정상으로  탈퇴, 레게노는 유튜브 채널을 팔아 혜안져스를 탈퇴했다. 현재, 혜안져스 맴버는 채원, 리즈마, 앨리스, 윤요, 연호, 아오니, 혜안이다. 리즈마가 탈퇴했다가 다시 복귀하여 총 7명이다.